# Pont-Authou
Pont-Authou è un comune francese di 720 abitanti situato nel dipartimento dell'Eure nella regione della Normandia.

## Società

### Evoluzione demografica
Abitanti censiti